# Cotton Cay
Cotton Cay je nenaseljeni otok koji se nalazi u otocima Turks i Caicos, oko 2.7 km sjeveroistočno od Salt Caya.
Otok je duguljastog oblika, uglavnom niske nadmorske visine, s malom gustoćom obalne vegetacije. Obuhvaća površinu od oko 1,13 km2. Ruševine plantaža i poljski zidovi mogu se vidjeti na zapadnoj polovici otoka, što ukazuje da su se ovdje nekada uzgajali pamuk i sisal. Echinocactus horizonthalonius (kaktusi turske glave), koji su neuobičajeni na glavnim otocima u zemlji, ovdje uspješno rastu.